# Brooke-Klasse
Die Fregatten der Brooke-Klasse waren die ersten mit Lenkwaffen ausgestatteten Hochseebegleitschiffe der United States Navy. Die sechs Schiffe der Klasse waren von 1966 bis 1989 im Einsatz bei der US-Marine, vier Einheiten dienten danach bis 1994 bei der pakistanischen Marine.

## Geschichte

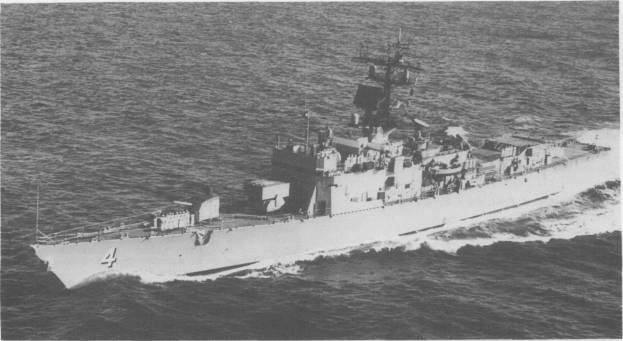
Talbot kurz nach der Indienststellung

### Bau und Entwicklung
Basierend auf dem Rumpf der Garcia-Klasse wurden die Lenkwaffenfregatten der Klasse Ende der 1950er Jahre als neue Luftabwehrschiffe für die US-Marine entwickelt. Die Finanzierung der ersten drei Schiffe wurde für das Finanzjahr 1962 genehmigt, die übrigen drei wurden im folgenden Jahr autorisiert. Die ersten drei Schiffe wurden zwischen Dezember 1962 und April 1963 bei Lockheed Ship Building in Seattle, Washington auf Kiel gelegt, die übrigen drei folgten zwischen Januar 1964 und Mai 1965 bei Bath Iron Works. Ursprünglich waren für das Finanzjahr 1964 zwei weitere Schiffe geplant, diese wurden jedoch nicht bewilligt. Die gesamten Baukosten pro Schiff betrugen 18,5 Millionen US-Dollar bei den ersten drei und 30,1 Millionen US-Dollar bei den letzten drei Schiffen.

### Einheiten
- USS Brooke (FFG-1)
- USS Ramsey (FFG-2)
- USS Schofield (FFG-3)
- USS Talbot (FFG-4)
- USS Richard L. Page (FFG-5)
- USS Julius A. Furer (FFG-6)

### Modifikationen
Da sich die DASH-Drohnen nicht bewährten, wurden Ende der 1960er, Anfang der 1970er Jahre alle Brookes für die Aufnahme eines bemannten LAMPS-I-Hubschraubers vom Typ SH-2 Seasprite umgerüstet. Dazu wurde der Drohnenhangar umgebaut, so dass er teleskopartig ausgefahren werden konnte. Das Landedeck wurde verstärkt, um das Gewicht des Hubschraubers tragen zu können.
Die ursprüngliche Raketenbewaffnung aus RIM-24 Tartar wurde 1972/73 auf die neueren SM-1 MR umgestellt.
Während des Baus wurde für das Raketentorpedosystem ASROC ein Nachlademagazin entwickelt, das ab dem vierten Schiff (FFG-4) auch auf den Fregatten der Brooke-Klasse eingebaut wurde. Die vorher gebauten Schiffe wurden nicht nachgerüstet.
1974 wurde die Talbot als Testschiff für die elektronische Ausrüstung der Oliver-Hazard-Perry-Klasse und der Pegasus-Klasse und erhielt zu diesem Zweck zeitweise Bewaffnung und Elektronik der geplanten Schiffe, nach Abschluss der Tests wurde die Ausrüstung wieder demontiert.

### Verbleib
Die sechs Schiffe der Klasse wurden zwischen September 1988 und Januar 1989 außer Dienst gestellt. Die Brooke, die Talbot, die Richard L. Page und die Julius A. Furer wurden zwischen 1989 und 1994 von der pakistanischen Marine gemietet und eingesetzt, nach diesem Einsatz wurden die Schiffe dann endgültig ausgemustert und verschrottet. Die Ramsey und die Schofield wurden 1989 als Zielschiffe versenkt.

## Technik

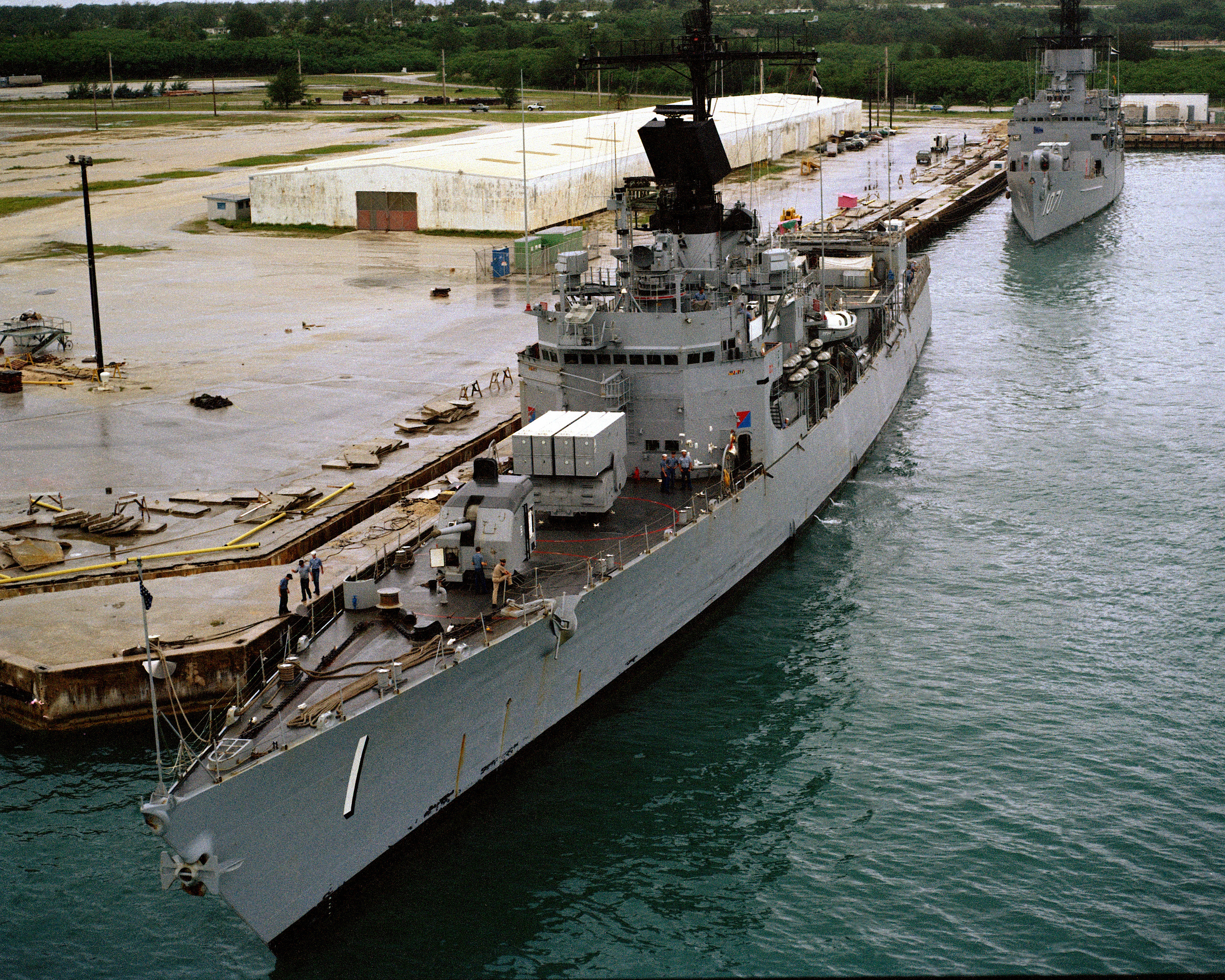
Bugansicht der Brooke

### Rumpf und Aufbauten
Der Rumpf einer Brooke war 126,3 Meter lang und 13,5 Meter breit. Der Tiefgang betrug am Sonarwulst 7,9 Meter, die Verdrängung beträgt im leeren Zustand 2.640 ts, die Einsatzverdrängung lag bei 3.425 ts.
Das klimatisierte Deckhaus erstreckte sich etwa über die Hälfte der Schiffslänge, das Vorschiff umfasste etwa ein Drittel der Schiffslänge. Den Abschluss der Aufbauten bildete der Drohnen/Hubschrauberhangar, hinter dem sich auf Niveau des Hauptdecks das Landedeck befindet. Hinter der Brücke, die sich über die gesamte Breite des Rumpfs erstreckte, werden die Aufbauten schmaler. Die Mack (Kombination aus Mast und Schornstein), die die Radar- und Funkantennen der Schiffe trägt, befand sich unmittelbar hinter der Kommandobrücke. Mittschiffs befanden sich auf jeder Seite Davits für die Beiboote der Fregatten.

### Antrieb
Der Antrieb der Schiffe erfolgte durch eine Hochdruckdampfturbine der Westinghouse Electric Corporation, die ihre Leistung von 35.000 Wellen-PS an eine Welle mit einem Propeller abgab.
Die Brookes verfügten über Hochdruckheizdampfkessel, der Dampf wurde mit 83,4 Bar Druck in zwei Kesseln von Foster-Wheeler erzeugt, die bei 50 % Gewichtsersparnis 10 % mehr Leistung als die Vorgänger lieferten. Die Höchstgeschwindigkeit lag bei 27 Knoten, die Reichweite betrug bei 20 Knoten 4000 Seemeilen (etwa 7200 Kilometer). Die Schiffe verfügen über eine aktive Schlingerdämpfungsanlage.

### Bewaffnung
Hauptbewaffnung der Fregatten war der Mark-22-Lenkwaffenstarter für RIM-24 Tartar/RIM-66 SM MR auf dem hinteren Deckshaus. Das Trommelmagazin unter dem Startarm fasste 16 Lenkwaffen. Der Starter wurde bei den Brookes zum ersten Mal auf Schiffen eingesetzt.
Vor der Kommandobrücke befand sich ein ASROC-Starter zur U-Jagd, der ab dem vierten Schiff auch über ein Nachlademagazin für weitere 16 U-Jagdtorpedos besaß. Ebenfalls auf dem Vorschiff befindet sich ein Mark 30-5-Zoll-Geschützturm. Das Geschütz konnte gegen Land- und Seeziele, beschränkt auch gegen Luftziele eingesetzt werden und verfügte über eine Kadenz von 15 bis 20 Schuss pro Minute. Die maximale Reichweite lag bei etwa 8 Seemeilen.
Im Heckspiegel befanden sich in den ersten Jahren zwei Mark-25-Torpedorohre für drahtgelenkte U-Jagdtorpedos, diese wurden Ende der sechziger Jahre deaktiviert und die Öffnungen zugeschweißt. Beidseits der Aufbauten befand sich zusätzlich je ein ausschwenkbares Dreifachtorpedorohr für Mark-32-U-Jagdtorpedos.

### Elektronik

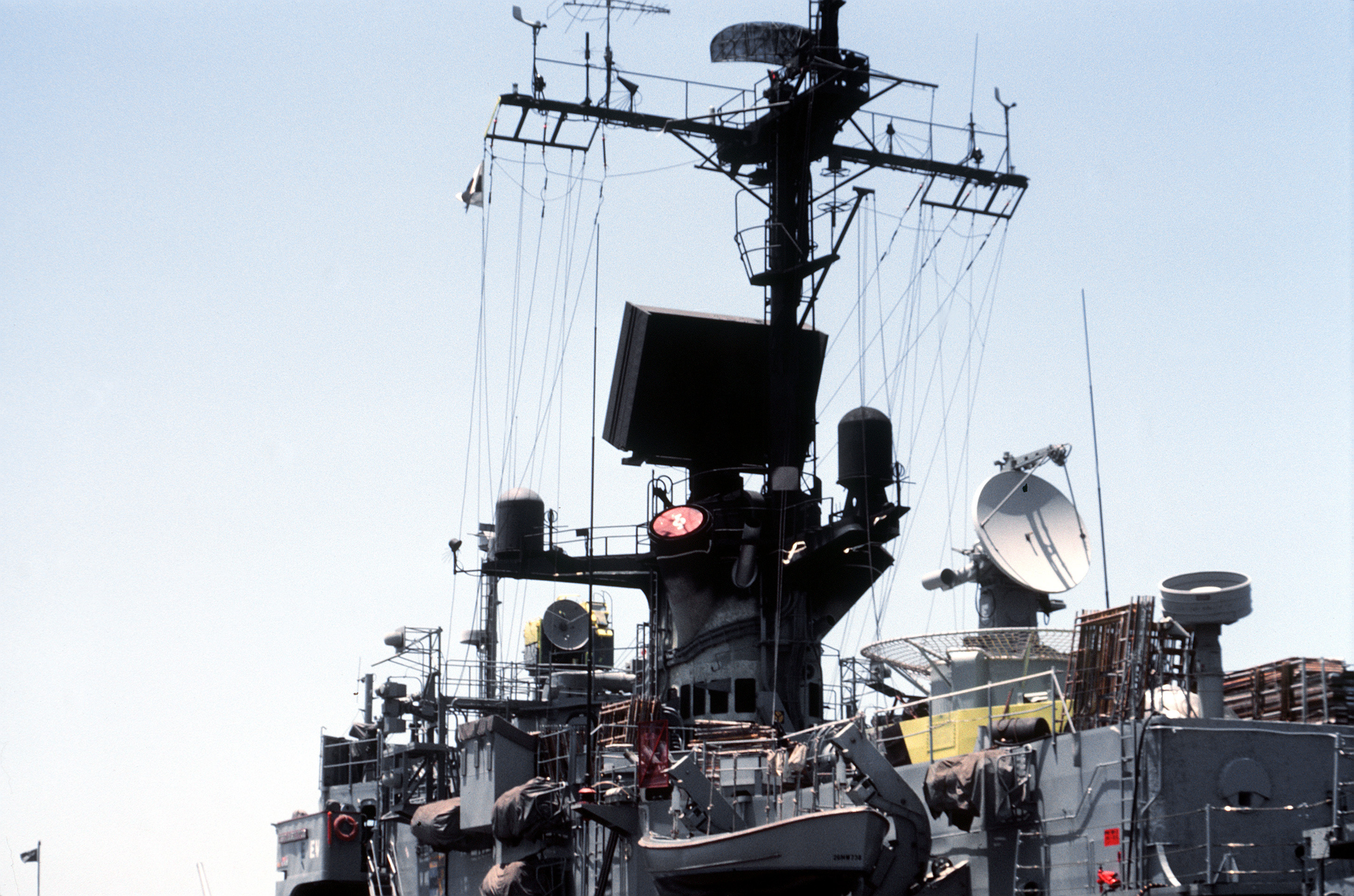
Radaranlagen der Ramsey

Ursprünglich waren die Fregatten mit einem SPS-39-3D-Radar mit 190 Seemeilen Ortungsreichweite ausgestattet, dieses wurde ab 1968 durch ein SPS-52-Radar mit 280 Seemeilen Reichweite abgelöst. Als Oberflächensuchradar wurde ein SPS-10-Radar mit 37 Seemeilen Reichweite verwendet. Zur Ortung von U-Booten verfügten die Brookes über ein SQS-26-Sonar im Bugwulst.
Zur Feuerleitung des Mk-22-Starters verfügten die Schiffe über ein Mk-74-Feuerleitradar, mit dem aber jeweils nur ein Flugkörper gleichzeitig ins Ziel geleitet werden konnte. Die Mk-56-Feuerleitanlage des Mk-30-Geschützes befand sich oberhalb der Brücke.

## Einsatzprofil
Die Fregatten der Brooke-Klasse wurden vor allem in Flugzeugträgerkampfgruppen als Luftabwehr- und U-Jagdschiffe eingesetzt, operierten aber auch in kleineren Zerstörergeschwadern.

## Weiterführende Informationen